# Acord del Prespa
L'Acord de Prespa (en macedònic: Преспански договор, grec: Συμφωνία των Πρεσπών), també conegut com a Tractat de Prespa, és l'acord internacional signat pels caps de diplomàcia de l'Antiga República Iugoslava de Macedònia, Nikola Dimitrov, i de Grècia, Nikos Kotziàs, el 17 de juny de 2018 al poble de Psarades (Grècia), a la vora del llac Prespa. També va ser signat pel mediador de les Nacions Unides per a la disputa del nom, Matthew Nimetz. L'acord substitueix l'Acord interí signat a Nova York el 13 de setembre de 1995. Hauria de ser una solució per a la disputa sobre el nom de Macedònia i hauria d'establir una aliança estratègica entre Macedònia del Nord i Grècia. Segons les disposicions d'aquest tractat, Macedònia hauria de canviar el seu nom pel de Macedònia de Nord o bé, formalment, República de Macedònia del Nord, i Grècia hauria de reconèixer la nacionalitat del país veí com a macedònia / ciutadà de la República de Macedònia del Nord i l'idioma oficial de l'estat com a macedònic.

## Antecedents

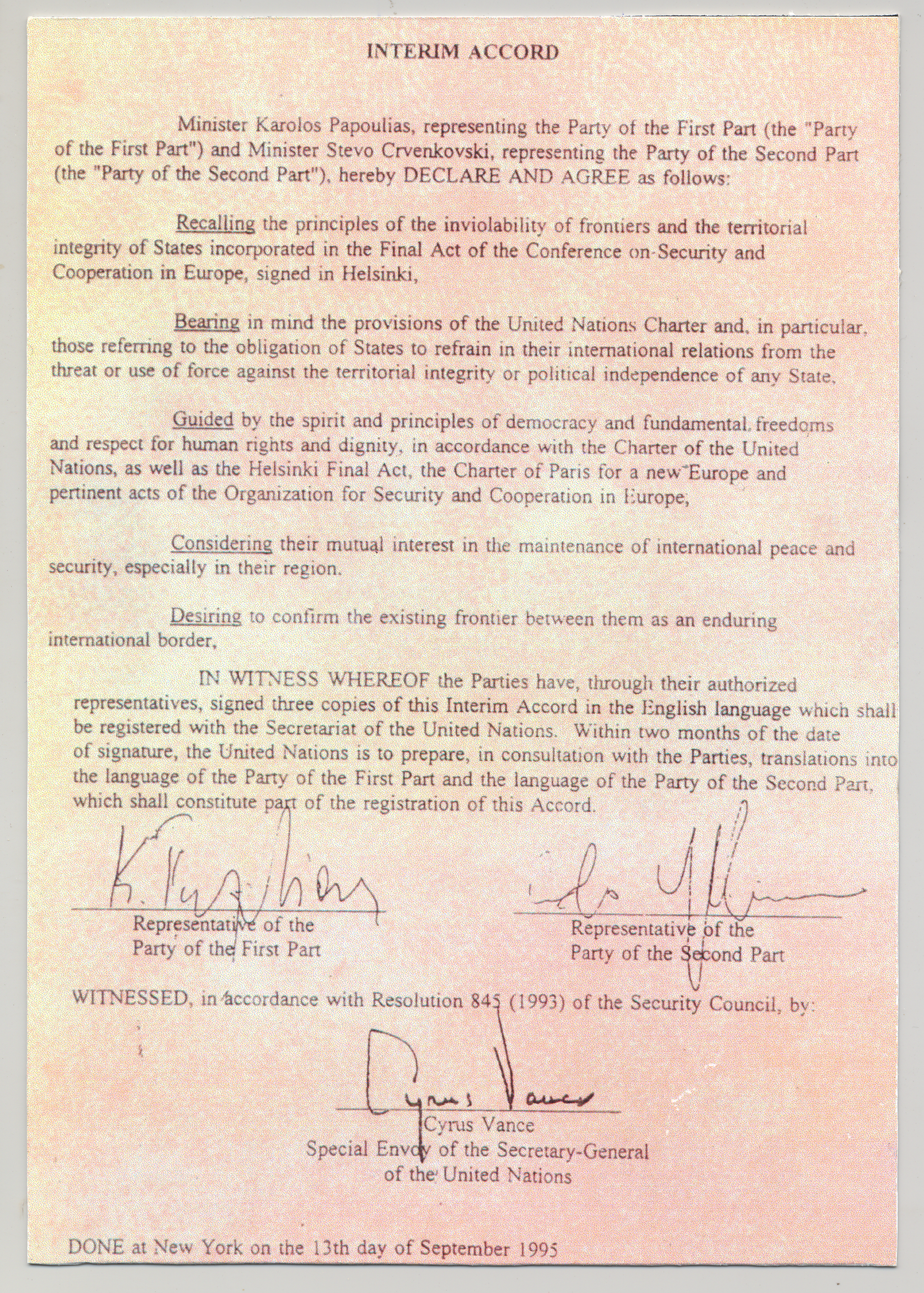
Acord interí sobre el conflicte de noms entre Macedònia i Grècia reflectit en la seva totalitat

Després de la dissolució de Iugoslàvia, una de les seves repúbliques constitutives, la República Socialista de Macedònia, es convertí en un estat independent, amb el nom de República de Macedònia. Per qüestions històriques i irredemptistes, Grècia rebutja l'ús del nom "Macedònia" i d'altres elements que, segons Grècia, formen part de la història i la cultura dels grecs que vivien a la regió administrativa grega de Macedònia. Però el nou estat, d'acord amb la seva constitució, s'anomena Macedònia. Diversos moviments d'ambdós països conduïren a l'obertura d'un debat de prop de tres dècades sobre el nom de Macedònia.
La República de Macedònia va ser admesa a les Nacions Unides el 8 d'abril de 1993, sota la referència provisional d'Antiga República Iugoslava de Macedònia, en anglès: Former Yugoslav Republic of Macedonia, abreujadament FYROM. La situació de la controvèrsia es va reduir quan Grècia i la República de Macedònia formalitzaren les seves relacions bilaterals amb la signatura de l'Acord interí el 13 de setembre de 1995 a Nova York, Estats Units. Segons aquest, Macedònia va eliminar la seva antiga bandera estatal, que representava el sol de Vergina per motius suposadament irredemptistes, i la reemplaçà per l'actual bandera, que es compon d'un sol groc amb vuit raigs sobre un cel vermell.
La situació en la disputa al llarg dels anys ha canviat. Alguns passos d'ambdós governs han influït en el deteriorament de les relacions i la situació en la disputa. El nou govern macedoni de Nikola Gruevski, el desembre de 2006 va canviar el nom de l'aeroport de la capital, Skopje, a Aeroport "Alexandre el Gran" de Skopje, en macedònic Аеродром „Александар Велики“ Скопје Aerodrom „Aleksandar Veliki“ Skopje,i en el marc del projecte Skopje 2014, a la Plaça de Macedònia, es va erigir una estàtua del guerrer a cavall de 14,5 metres d'alt que representa Alexandre el Gran, que Grècia considera que forma part de la cultura i la història gregues. No obstant això les relacions han millorat des que el 31 de maig de 2017 va ser elegit una nou govern a Macedònia, encapçalat pel primer ministre Zoran Zaev.

El primer ministre de Grècia, Alexis Tsipras, després de parlar amb el seu homòleg de Macedònia, Zoran Zaev el 12 de juny, 2018, va anunciar que s'havia assolit un acord que posava fi a gairebé tres dècades de disputa sobre el nom de Macedònia i va explicar que complia amb totes les condicions de la part grega. Es va acordar que la República de Macedònia acceptaria un canvi de nom a República de Macedònia del Nord, en anglès: Republic of North Macedonia, amb la traducció en tots els idiomes, mentre que Grècia reconeixeria els nacionals de l'estat veí com a macedonis / ciutadans de la República de Macedònia del Nord i que l'idioma oficial del país és el macedònic. Zoran Zaev, que ho va confirmar a la roda de premsa del govern macedoni, va dir que l'acord podria reconèixer la llengua macedònia a les Nacions Unides, i els ciutadans seran anomenat, com abans, macedonis.

## Reaccions

### Internacionals
La comunitat internacional va reaccionar positivament amb l'acord de Prespa,mentre que els mitjans de comunicació el qualificaven d'"històric". La Unió Europea li va donar la benvinguda, amb un tuit del President del Consell Europeu, Donald Tusk, on expressava les seves "sinceres felicitacions" a Tsipras i Zaev. "Mantinc els dits creuats. Gràcies a vosaltres l'impossible és possible", va dir. La ministra d'Afers Exteriors de la UE, Federica Mogherini, i el comissari Johannes Hahn, també van emetre una declaració conjunta on felicitaven els dos primers ministres "per assolir aquest històric acord entre els seus països, que contribueix a la transformació de tota la regió del sud-est d'Europa". El Secretari General de l'OTAN Jens Stoltenberg va donar la benvinguda a l'acord, i va declarar que col·locaria la República de Macedònia en el camí cap a la pertinença a l'OTAN.A més, el ministre d'Afers Exteriors britànic, Boris Johnson, va donar la benvinguda a l'acord com a "notícies fantàstiques"."L'acord confirma i enforteix, d'una vegada per sempre, la identitat cultural i ètnica macedònia, la llengua macedònia i la nacionalitat macedònia. Garanteix la seguretat del país i proporciona un futur segur per als ciutadans de la República de Macedònia", va dir Zaev.

### Macedònia

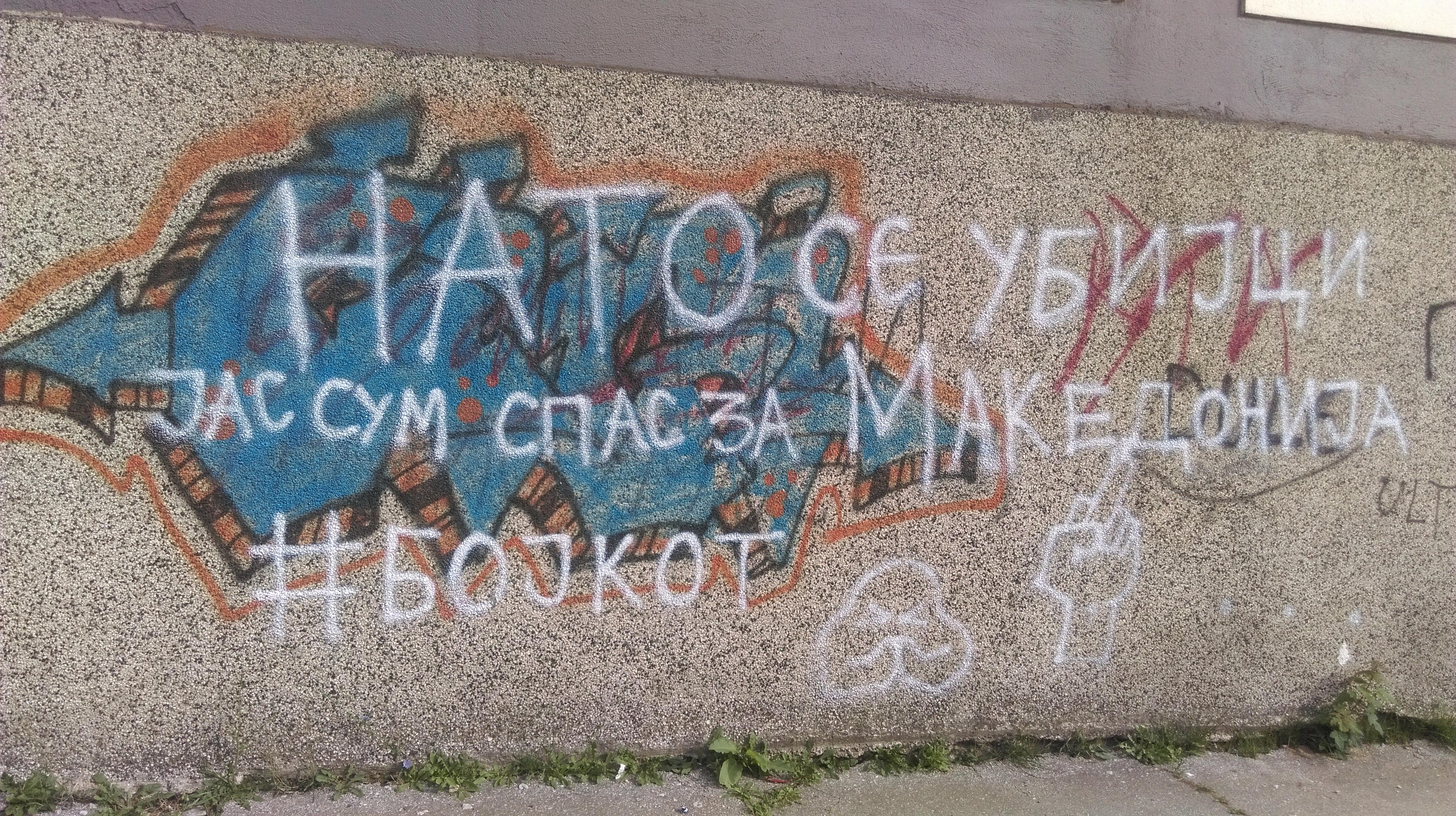
Grafit anti-OTAN i pro-boicot a Ohrid

Els macedonis van reaccionar de manera airada a l'acord. El President de la República, Gorge Ivànov, va declarar que no signaria l'acord, que va qualificar de "desastrós".Va afirmar que l'acord suposava abandonar les posicions estatals substantives: no nomenar la Constitució i no acceptar un nom per a ús general.
L'endemà 13 de juny, després d'haver-se pres la decisió, el primer ministre Zoran Zaev i el ministre d'Afers Exteriors Nikola Dimitrov, que havia gestionat l'acord, es van reunir amb el president Ivanov. Els mitjans van informar que la reunió va transcórrer en una atmosfera incòmoda i va durar 2 minuts, després de la qual cosa el president "els va mostrar la porta" a ambdós.
Hristijan Mickoski, líder del principal partit de l'oposició a l'estat, el dretà VMRO–DPMNE, va qualificar l'acord com una capitulació i va afirmar que representava una derrota per Macedònia. Va demanar a Zaev un referèndum vinculant i no un referèndum consultiu.
Un dia després de l'anunci que s'havia assolit una solució sobre la disputa del nom, espontàniament diverses associacions van iniciar una protesta davant de l'Assemblea de la República de Macedònia.
Al mateix temps, alguns encaputxats van llançar diversos objectes contra la policia, inclòs un còctel molotov que no va arribar a esclatar. Els aldarulls es van saldar amb deu detinguts. El diputat del Unió Socialdemòcrata de Macedònia Hari Lokvenec, que va assistir a la cerimònia de Prespa, va trobar el seu vehicle incendiat a Bítola per detractors no identificats.
Dues hores després de la signatura de l'acord, es va organitzar una marxa de protesta del VMRO–DPMNE a Bítola, a la qual van assistir-hi prop de 1.500 persones. La marxa va ser liderada per un estendard que citava Todor Aleksandrov: "L'organització és la gent i la gent és l'organització",i una creu on s'hi podia llegir "República de Macedònia del Nord".

### Grècia
A Grècia, el partit d'extrema dreta Alba Daurada, i el Partit Comunista de Grècia, d'extrema esquerra, es van oposar a l'acord. Fins i tot el diputat Konstandinos Barbaroussis va cridar a una intervenció de l'exèrcit perquè arrestés el primer ministre Alexis Tsipras, el ministre de Defensa Panos Kammenos i el president Prokopis Pavlópulos. Com a resultat, Barbaroussis va ser expulsat del seu partit, i es va emetre una ordre d'arrest contra ell per alta traïció. Va fugir amb el seu vehicle oficial,però finalment va ser trobat i arrestat.A més, el partit conservador Nova Democràcia va presentar una moció de censura contra Tsipras al parlament per l'acord sobre el nom,que va ser rebutjada dos dies més tard per majoria simple; 153 vots en contra, 127 a favor.Després de la seva dimissió com a ministre grec d'Afers Exteriors, Kotzias va declarar a l'octubre de 2018 que els motius de l'acord de Prespa consistien a portar estabilitat als Balcans i aturar la influència turca a la regió.

## Ratificació i implementació

### Ratificació pel parlament macedoni
El 20 de juny, l'acord de Prespa va ser ratificat pel Parlament de la República de Macedònia amb 69 vots a favor. El partit de l'oposició VMRO–DPMNE va boicotar la sessió parlamentària i va declarar que el tractat de Prespa era un "genocidi de l'estat de dret"i un "genocidi de tota la nació".
El 25 de juny, el Ministeri d'Afers Exteriors de Grècia va informar a la Unió Europea i a l'OTAN que Grècia ja no s'oposava a l'adhesió euroatlàntica de Macedònia sota el nou nom. L'endemà, però, el president macedoni Gorge Ivànov es va negar a signar l'acord. i va amenaçar el primer ministre de Macedònia Zaev i els diputats de la coalició governamental amb penes de presó d'almenys 5 anys per votar a favor d'un acord que, segons Ivanov, posava la República de Macedònia en una posició subordinada a un estat estranger.
| « | No accepto la modificació constitucional per canviar el nom constitucional [del país]. No accepto idees o propostes que posin en perill la identitat nacional de Macedònia, la individualitat de la nació macedònia, el macedònic i el model de convivència macedoni A les eleccions presidencials, 534.910 ciutadans van votar a favor d'aquest programa electoral i em van triar com a president de la República de Macedònia. L'acord va més enllà de les resolucions 817 (1993) i 845 (1993) del Consell de Seguretat de les Nacions Unides, ja que es refereix a la "diferència en el nom de l'Estat" i no a les "controvèrsies" a què es refereix l'acord va dir Ivanov, i va afegir que aquest acord porta la República de Macedònia a un estat de subordinació envers un altre país, a saber, la República de Grècia. Segons l'article 308 del Codi Penal, un ciutadà que porta la República de Macedònia a un estat de subordinació o dependència d'un altre estat és sancionat amb una pena de presó d'almenys cinc anys. La legalització d'aquest acord crea conseqüències legals que són la base per cometre un delicte. | » |

La retirada del veto grec va donar com a resultat que la Unió Europea aprovés el 27 de juny l'inici de les converses d'adhesió amb la República de Macedònia, que s'espera que comencin el 2019, amb la condició que l'acord de Prespa s'implementi i el nom constitucional de Macedònia es modifiqui a República de Macedònia del Nord.
El 5 de juliol, l'acord de Prespa va ser ratificat novament pel parlament macedoni amb el vot favorable de 69 diputats.
L'11 de juliol, l'OTAN va convidar Macedònia a iniciar converses d'adhesió amb l'objectiu de convertir-se en el 30è membre de l'aliança euroatlàntica.

### Referèndum macedoni

Resultats del referèndum macedoni del 2018

El 30 de juliol, el parlament de Macedònia va aprovar plans per celebrar un referèndum sobre el canvi del nom del país que es va produir el 30 de setembre.
Per reconèixer validesa al referèndum, havien de participar més de la meitat dels votants registrats. Segons la decisió adoptada per l'Assemblea de la República de Macedònia, el referèndum seria consultiu i no tindria conseqüències jurídicament vinculants. Per a l'entrada en vigor de les esmenes a la constitució després del referèndum, aquestes haurien de ser aprovades pel parlament macedoni amb una majoria de dos terços. Després de la finalització de la reforma constitucional, l'acord també hauria de ser ratificat per Grècia.
La immensa majoria dels ciutadans de la República de Macedònia que es van atansar als col·legis electorals van donar suport a l'Acord de Prespa amb Grècia, però degut al fet que la participació en el referèndum no va arribar al 50%, aquests resultats no es van reconèixer com a vàlids.
Al mateix temps, atès que el referèndum tenia caràcter consultiu, no imposava restriccions legals a la continuació del procés de ratificació de l'acord de Prespa, que havia de ser aprovat per, almenys, dos terços dels diputats de l'Assemblea de la República de Macedònia. Després de l'anunci dels resultats del referèndum, el primer ministre de la República de Macedònia, Zoran Zaev, es va comprometre a presentar esmenes constitucionals al Parlament que apliquessin les principals disposicions de l'acord amb Grècia, i va demanar als diputats dels partits de l'oposició que donessin suport a aquestes esmenes. En cas de no ratificar-se l'acord a l'Assemblea de la República de Macedònia, Zoran Zaev es va declarar disposat a utilitzar "els mecanismes democràtics que es mantenien a la seva disposició", a saber, celebrar eleccions parlamentàries anticipades per implementar la ratificació de l'acord al parlament sorgit de la nova convocatòria electoral.

### Esdeveniments posteriors al referèndum
El 15 d'octubre de 2018, el parlament de Macedònia va començar a debatre el canvi de nom. La proposta de reforma constitucional requeria el vot afirmatiu de 80 diputats, és a dir, dos terços del parlament de 120 escons.
El 16 d'octubre, el sotssecretari d'Estat dels Estats Units, Wess Mitchell, va enviar una carta al líder de VMRO-DPMNE Hristijan Mickoski, en la que expressava la decepció dels Estats Units amb les posicions dels dirigent, incloent-hi ell personalment i demanava "bandejar els interessos partidistes" i treballar per aconseguir que s'aprovés el canvi de nom.Mickoski va expressar la seva esperança que la República de Macedònia formaria part molt aviat de les famílies de l'OTAN i de la UE, "però orgullosa i digna, no humiliada, desfigurada i desgraciada".
El 19 d'octubre, el parlament va decidir endegar el procés de canvi de nom del país a "Macedònia del Nord", després d'haver votat un total de 80 diputats a favor dels canvis constitucionals.
El 30 d'octubre, la Fiscalia de Skopje va obrir un cas contra el president macedoni Gorge Ivànov per la seva negativa a complir les seves obligacions constitucionals en la signatura de l'acord de Prespa després de la seva ratificació pel parlament macedoni.
El 3 de desembre de 2018, el Parlament de Macedònia va aprovar un projecte d'esmena constitucional, amb 67 vots a favor, 23 en contra i 4 abstencions. En aquesta etapa només calia majoria simple.
Després d'alguns conflictes polítics sobre qüestions constitucionals relacionades amb la composició multiètnica de l'estat, tots els partits polítics albanesos de Macedònia van votar a favor del canvi de nom, juntament amb els socialistes del govern i amb alguns membres de l'oposició.
L'11 de gener de 2019, el Parlament de Macedònia va completar la implementació legal de l'Acord de Prespa mitjançant l'aprovació dels canvis constitucionals per canviar el nom del país a Macedònia del Nord amb una majoria parlamentària de dos terços (81 diputats).

### Reaccions internacionals a la ratificació de Macedònia
La comunitat internacional, l'OTAN i els líders de la Unió Europea, inclosos el grec Alexis Tsipras i el canceller austríac Sebastian Kurz, així com els caps d'estats veïns, van felicitar el primer ministre macedoni Zoran Zaev. La primera ministra britànica Theresa May va qualificar la votació com un "moment històric", mentre que el president kosovar Hashim Thaçi va expressar la seva esperança que l'Acord de Prespa, que resolia la qüestió del nom de Macedònia, pogués ser utilitzat com a "model" per resoldre també la disputa de Kosovo amb Sèrbia. El president albanès Ilir Meta i el ministre de Relacions Exteriors d' Albània Ditmir Bushati va congratular-se de la votació en un tuit on deia que els partits polítics albanesos havien estat el "factor decisiu".

### Esdeveniments posteriors a la ratificació de Macedònia
El 13 de gener de 2019, el ministre de Defensa de Grècia Panos Kammenos i el seu partit, Grecs Independents, van abandonar el govern de coalició amb SYRIZA, en protesta per l'Acord de Prespa, la qual cosa va deixar el primer ministre Tsipras en minoria al Parlament Hel·lènic. El primer ministre Alexis Tsipras es va sotmetre a una moció de confiança el 16 de gener de 2019, i la va superar per un estret marge (151-148) amb els 145 vots del seu partit (SYRIZA) més 6 diputats d'altres grups que havien estat expulsats dels seus partits. En els dies previs a la ratificació de l'acord de Prespa pel Parlament Hel·lènic, més de 60.000 manifestants d'altres parts del país van arribar a Atenes per exigir el rebuig de l'acord; algunes d'aquestes protestes van acabar de manera violenta, i la policia va haver d'utilitzar gasos lacrimògens per dispersar els manifestants.
El 23 de gener, només un dia abans de la ratificació al Parlament Hel·lènic, centenars d'acadèmics, professors, escriptors i artistes de tota Grècia van signar peticions en suport de l'acord de Prespa.

### Ratificació pel parlament grec
El 25 de gener de 2019, el Parlament de Grècia va aprovar l'acord de Prespa amb 153 vots a favor,146 vots en contra i 1 abstenció.Poc després de la ratificació del tractat, el ministre d'Afers Exteriors de Grècia, Geórgios Katroúgalos, va signar al parlament la promulgació de l'Acord de Prespa.

### Reaccions internacionals a la ratificació grega
La comunitat internacional, inclosos els primers ministres del Regne Unit, Theresa May, del Canadà, Justin Trudeau, de Bulgària, Boiko Boríssov i d'Albània, Edi Rama, els presidents de França, Emmanuel Macron i de Kosovo, Hashim Thaçi, del Consell Europeu, Donald Tusk, i de la Comissió Europea, Jean-Claude Juncker, els ministres d'Afers Exteriors dels Estats Units i d'Alemanya, Mike Pompeo i Heiko Maas respectivament, el ministre delegat d'Afers Europeus de Romania, George Ciamba, país que ocupa la presidència de la Unió Europea durant el primer semestre del 2019, així com el Secretari General de l'OTAN, Jens Stoltenberg, van donar la benvinguda a la ratificació del tracte.A més, el primer ministre de la República de Macedònia, Zoran Zaev, en el seu missatge de felicitació al seu homòleg grec Alexis Tsipras, de qui va dir que era "un amic", va qualificar la ratificació com una "victòria històrica", que "acaba amb un conflicte diplomàtic de llarga durada entre Atenes i Skopje".

### Esdeveniments posteriors a la ratificació grega
El 28 de gener de 2019, 29 representants permanents de l'OTAN van signar el Protocol d'adhesió de l'OTAN a Brussel·les per enviar-lo a les 29 capitals dels estats membres de l'OTAN per a la seva ratificació pels seus parlaments nacionals.

## Posicionaments internacionals
| A favor de l'acord \| - Albània - Alemanya - Àustria - Bulgària - Canadà - Croàcia - França - Kosovo \| - OTAN - Regne Unit - Sèrbia - Turquia - Estats Units - Unió Europea - Xipre \| | En contra de l'acord - Rússia                                                |
| - Albània - Alemanya - Àustria - Bulgària - Canadà - Croàcia - França - Kosovo | - OTAN - Regne Unit - Sèrbia - Turquia - Estats Units - Unió Europea - Xipre |